# 张丽莉 (1984年)
张丽莉（1984年1月19日—），黑龙江省佳木斯市第十九中学代课教师，无正式教师编制，亦无医疗保险。於2012年5月16日，因為舍己救人，而被称为“最美女教师”，教师资格破例得到教育部等部门默认，突如其来的各种荣誉，引发了中國社会的思考和对代课教师问题的不满。

## 经历
2006年，张丽莉毕业于大庆师范学院文学院。2007年从哈尔滨师范大学中文系毕业后，分配到佳木斯市第十九中学作为无编制的代课教师，教授语文课。她在2012年5月8日的交通事故中，为了拯救学生而嚴重受伤，致使双腿需要截肢。

## 荣誉与慰问
2012年5月14日张丽莉被教育部授予“全国优秀教师”荣誉称号，15日被全国总工会授予“全国五一劳动奖章”，16日被全国妇联授予全国三八红旗手荣誉称号。7月加入中國共產黨成為一名預備黨員。
2013年2月19日，“感动中国2012年度人物评选”颁奖典礼在中央电视台综合频道播出，她被选为年度人物。

## 争议
根据中国大陆的法律及法规，张丽莉非正式教师，無编制。然而却在惨剧之后教师资格獲得认可，使得代课教师的问题浮出水面。